# Balasiha
Balasiha (Балаши́ха, a hangsúly helyesen a harmadik szótagra esik, de a közbeszédben gyakran a másodikra) az oroszországi Moszkvai terület legnagyobb városa, Moszkvától 20 kilométerre keletre terül el. Városi körzetként önálló közigazgatási egységet (городской округ) alkot a Moszkvai területen belül. 1830-ban alapították. Moszkvával városi közlekedés köti össze, gyakorlatilag a főváros egyik elővárosaként funkcionál. Fejlődése az ezredfordulón meggyorsult, területét több ütemben kiterjesztették és összevonták más településekkel, lakossága 2018-ra csaknem négyszeresére nőtt és megközelíti a félmillió főt.

## Nevének etimológiája
Nevének egyik magyarázata szerint az végső soron a térségben korábban élő finnugor népcsoportok nyelvéből ered, és eredetileg az ünnepségek, a szórakozás, nevetés helyét jelentette. Számos más szófejtési kísérlet is történt szláv alapokra építkezve.

## Földrajza
A város alacsony fekvésű, hullámos tájon terül el. környékének gazdag a vízhálózata, fő folyója a Pehorka, a Moszkva folyó egyik mellékága. A környék folyóvizeit használták fel a 19. században kallómalmok, textilfeldolgozó üzemek létesítésére.
E területen át vezetett már a középkorban a Moszkvából keletre, Vlagyimirba, illetve azon túl, az Urál és Szibéria felé vezető országút. A cári korban a Szibériába száműzöttek egy része is erre gyalogolt hosszú útján, ezért 1919-ben Lunacsarszkij javaslatára az út Moszkvából kivezető szakasza a Sossze Entuziasztov (Шоссе Энтузиастов, azaz Lelkesedők útja) nevet kapta, utalva az erre haladó forradalmárok hitére. A városon áthaladó M7-es „Volga” főút Vlagyimiron túl a nagyobb városok közül Nyizsnyij Novgorod, Kazany érintésével Ufáig halad.

## Története
A legrégebbi régészeti leletek a területen az i. sz. 7. századból származnak. A 10. századtól kezdve már szláv lakosság nyomait tudták kimutatni.
A Pehorka folyó bal partján egy 12-14. századi erődítmény maradványait mutatták ki. Ez a régészek szerint a korabeli moszkvai hercegség egyik körzeti igazgatási központja lehetett. A jelenlegi város legrégebbi része, ami a középkortól 2004-ig az „Újfalu” nevet viselte, szerepel Simeon moszkvai fejedelem 1350-51-re datált okirataiban. A mai város térségéből származó helynevek megtalálhatók II. Iván moszkvai nagyfejedelem és I. Dmitrij moszkvai nagyfejedelem irataiban is.
A települést mai nevén 1830-ban alapították, régebbi kis falvak helyén. Ekkor egy textilüzemet hoztak itt létre. 1850-ből már 128 gép és 510 dolgozó működését jegyezték fel ebben a textilgyárban.
A vasút 1863-ban érte el a területet, a Moszkva-Nyizsnyij Novgorod vonal építésekor. Az első vasútállomás neve az itt is birtokló kiterjedt orosz nemesi család, a Szaltikovok nevéből Szaltikovka lett. A vasútállomás körül kialakult település idővel művészek kedvelt lakóhelye lett. 1879-ben itt élt Iszaak Iljics Levitan. Lev Nyikolajevics Tolsztoj is többször ellátogatott ide.
Balasiha növekedése során több korábbi főnemesi birtokot is magába olvasztott, így a Golicin-család és Razumovszkij-család egyes birtokait.

### Szovjet korszak
Az 1917-es októberi orosz forradalom győzelme után Balasiha ipara gyors fejlődésnek indult. A korábbi textilipar mellett a gépgyártás, repülőgépgyártás, hűtéstechnológia és sok más ágazat is helyet kapott az ipari palettán. Munkáslakótelepeket, óvodákat, más szociális intézményeket építettek. 1925-ben megnyílt a környék első tüdőszanatóriuma.
1939-ben kapott a település városi jogot.
A második világháborúban a település lakói közül több mint húszezren vonultak be a hadseregbe, és közülük több mint 3400 elesett. A Szovjetunió Hőse címet 22 innen bevonult katona nyerte el. Balasiha leghíresebb katonája Ivan Andrejevics Fljorov lett, aki az első katyusa üteget vezette és 1941 júliusában Orsánál az akkor még teljesen újonnan rendszeresített, kísérleti jellegű rakéta-sorozatvető fegyverekkel olyan hatalmas veszteségeket okozott a németeknek, ami egy-két hétre megállította előretörésüket. Fljorov ennek emlékére 1995-ben posztumusz megkapta az Oroszországi Föderáció Hőse kitüntetést.
A háború után Balasihán is lerombolták az orosz ortodox egyház egy templomát, az Alekszandr Nyevszkijről elnevezett katedrálist, amit aztán 2002-ben építettek újjá eredeti formájában.

### A rendszerváltás után
A Szovjetunió felbomlása után a város fejlődése egy időre – egész Oroszországhoz hasonlóan – megtorpant, de a 2000-es évektől új lendületet kapott. A fejlődésben nagy szerepet játszott a főváros közelsége is. Balasiha a Moszkvai terület gazdaságilag egyik legerősebb városává vált, ahol elsősorban a tudományos-technikai ágazatok törtek előre. A gazdasági fejlődés erősen épített a 20. század első felében megalapozott hagyományokra, így nagy a szerepe a hűtés- és fagyasztástechnikának, a gépgyártásnak, a repülőgépgyártáshoz szükséges részegységek gyártásának, de sok más ágazat is jelen van a városban.

## Felsőoktatási intézmények
A városban működő felsőoktatási intézmények egy része szoros kapcsolatban áll az itt működő katonai és rendvédelmi szervek szükségleteivel. Ilyen a stratégiai rakétacsapatok Nagy Péterről elnevezett katonai akadémiája, valamint a biztonsági és jogi akadémia. Emellett működnek a városban országos jelentőségű agrár, közgazdasági és közigazgatási irányú egyetemek és főiskolák is.

## Fegyveres erők és testületek
A Szovjetunió idején a területen a Szovjetunió Fegyveres Erői és a titkosszolgálatok számos bázisát építették ki, emiatt úgynevezett zárt város volt, turisták, külföldiek nem látogathatták.

### Légvédelem és rakétavédelem
A város közelében már a 70-es években T-antennák hatalmas rendszere épült ki a többek között a szovjet atomtengeralattjárókkal folytatott hosszúhullámú kommunikáció céljából.
A rendszerváltás után sem csökkent a város védelmi szerepe, jelentősége. Az itt elhelyezett egyik legfontosabb katonai egység a légvédelmi és kozmikus rakétavédelmi erők hadműveleti és stratégiai parancsnokságának törzse (штаб Оперативно-стратегическое командование воздушно-космической обороны).

### Kommandós kiképzési bázisok
A szovjet időkben Balasihán alakították ki az egyik legfontosabb kommandós kiképzési központot. Itt a Szovjetunió külpolitikai érdekeinek megfelelően külföldi szövetségesek kiképzését is vállalták, így például a Palesztinai Felszabadítási Szervezet harcosait is oktatták itt.
A KGB itteni egyik fő kommandós kiképző iskolájának parancsnoka, Grigorij Bojarinov ezredes vezette a KGB 1979 decemberi rajtaütését Hafizullah Amin afgán elnök palotáján, ami az ország szovjet megszállásának kezdetét jelentette. Az alig három hónapja puccsal hatalomra jutott Amint a szovjetek a CIA ügynökének tartották. A KGB 54 fős kommandója afgán egyenruhába öltözve támadta meg a palotát és a 100-150 fős testőrséget kemény harcban leküzdve, likvidálták az elnököt is. Bojarinov ezredes, az akció parancsnoka – és a balasihai kiképző központ vezetője – a harcban elesett. A KGB veteránjai ezt az akciót a szovjet kommandók történetének egyik legsikeresebb, csekély veszteséggel járó műveletének tartják. Vaszilij Mitrohin, nyugatra szökött KGB-tiszt memoárjaiban ezzel szemben súlyos veszteségekről ír.
Az oroszországi rendszerváltás után továbbra is itt található az egyik legismertebb belbiztonsági szpecnaz („kommandós”) egység, a Vimpel képzési bázisa, valamint az oroszországi tüntetések elfojtásáról is elhíresült ODON rendőri erők fő kiképzőközpontja.

### Hírszerző iskolák
A Moszkvához közel fekvő, mégis viszonylag elszigetelt települést választották ki az NKVD 00648 számú, 1940. október 3-án kiadott parancsa értelmében a szovjet hírszerzés első iskolájának létrehozására. Addig a külföldi hírszerzés leendő munkatársait kizárólag egyénileg, titkos moszkvai lakásokban képezték ki. A sztálini terror, a nagy tisztogatás azonban súlyosan megtizedelte a hírszerzés személyi állományát és ezért nagy szükség volt az utánpótlás felgyorsítására. Az intézmény neve „különleges rendeltetésű iskola” (Школа Особого Назначения, rövidítve ШОН, azaz SON) volt. Hallgatóit tehetséges, politikailag megbízható, felsőfokú végzettséggel rendelkező fiatalok közül válogatták ki. Az iskolát a település közelében lévő erdőben, jól berendezett épületben alakították ki, a hallgatókat kényelmes, kétszemélyes szobákban helyezték el. A gyakorlati hírszerzési tárgyak mellett naponta négy órában idegen nyelvet, diplomáciai ismereteket, történelmet, a nyugati országok kultúrájával és mindennapjaival kapcsolatos tárgyakat is tanítottak itt, természetesen a kötelező ideológiai indoktrinálás mellett. Az intézmény működésének első három évében évente mintegy 120 hallgatót vett fel, köztük mindössze négy nő volt.
A hírszerzési oktató bázis hagyománya később is fennmaradt. Többek között az 1970-80-as években a magyar polgári hírszerzés tisztjeit és vezetőit is Balasihán, a magyar állam által finanszírozott külön titkos iskolában képezték ki tíz illetve öt hónapos tanfolyamokon a KGB szakemberei. A szakmai színvonalra jellemző, hogy az 1990 utáni magyar külföldi hírszerzés, az Információs Hivatal munkatársainak és vezetőinek jelentős része még sokáig az itt végzettek közül került ki.

## Fordítás
- Ez a szócikk részben vagy egészben a Balashikha című angol Wikipédia-szócikk ezen változatának fordításán alapul.  Az eredeti cikk szerkesztőit annak laptörténete sorolja fel. Ez a jelzés csupán a megfogalmazás eredetét és a szerzői jogokat jelzi, nem szolgál a cikkben szereplő információk forrásmegjelöléseként.
- Ez a szócikk részben vagy egészben a Балашиха című orosz Wikipédia-szócikk ezen változatának fordításán alapul.  Az eredeti cikk szerkesztőit annak laptörténete sorolja fel. Ez a jelzés csupán a megfogalmazás eredetét és a szerzői jogokat jelzi, nem szolgál a cikkben szereplő információk forrásmegjelöléseként.